# Wiesiółka (Wałcz)
Wiesiółka (deutsch Wissulke, früher Vissulke, Wißulke) ist ein Dorf in der Landgemeinde (Gmina) Wałcz (Deutsch Krone) im Powiat Wałecki (Deutsch Kroner Kreis) der polnischen Woiwodschaft Westpommern.

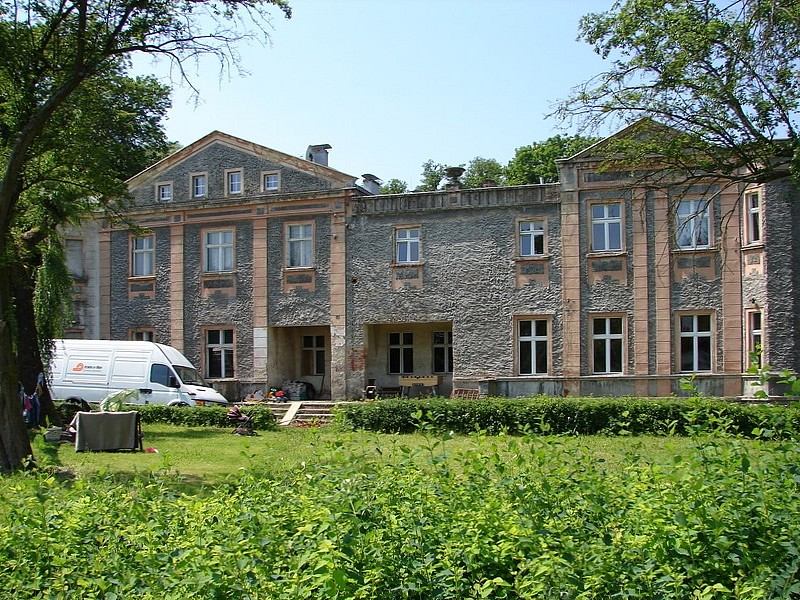
Ehemaliges Gutshaus Wissulke (Aufnahme 2012)

## Geographische Lage
Das Dorf liegt im Netzedistrikt des ehemaligen Westpreußen, an der Döberitz, etwa 18 Kilometer nordwestlich von Schneidemühl und zehn Kilometer östlich von Wałcz (Deutsch Krone).

## Geschichte
Ältere Ortsbezeichnungen sind Wiesiolka (1593), Wysolka (1768), neupolnisch Wysułki. Der Ortsname bedeutet ‚Dörfchen‘. 1640 brannte das Dorf ganz ab. 1647 befand sich eine Frau Pokłatecka im Besitz des Dorfs, 1740 ein Klein. 1783 und 1805 gehörte das Dorf der Familie von Schwander. Es war ein Gratialgut und wurde nach Ablösung eines Zinses von 16 Talern und 20 Groschen jährlich zum Rittergut erhoben.
Um 1930 hatte die Gemeinde Wissulke vier Wohnplätze:
- Bahnhof Wissulke
- Forsthaus Döberitz
- Oberförstereigehöft Döberitz
- Wissulke

Im Jahr 1945 gehörte Wissulke zum Landkreis Deutsch Krone im Regierungsbezirk Grenzmark Posen-Westpreußen der preußischen Provinz Pommern des Deutschen Reichs. Wissulke war Sitz des Amtsbezirks Wissulke.
Im Februar 1945 wurde Wissulke von der Roten Armee besetzt. Nach Beendigung der Kampfhandlungen wurde die Region seitens der sowjetischen Besatzungsmacht zusammen mit ganz Hinterpommern und der südlichen Hälfte Ostpreußens – militärische Sperrgebiete ausgenommen – der Volksrepublik Polen zur Verwaltung überlassen. Es wanderten nun Polen zu. Wissulke wurde unter der polnischen Ortsbezeichnung „Wiesiółka“ verwaltet. Die einheimische Bevölkerung wurde von der polnischen Administration aus Wissulke vertrieben.

### Demographie
| Jahr | Einwohner | Anmerkungen |
| ---- | --------- | --- |
| 1783 | –         | Gratialdorf und Vorwerk, im Netzedistrikt, Kreis Krone, 22 Feuerstellen (Haushaltungen) |
| 1818 | 130       | Hauptgut, adlige Besitzung |
| 1910 | 313       | am 1. Dezember, davon 237 im Dorf (208 Evangelische, 29 Katholiken; elf Einwohner mit polnischer Muttersprache) und 86 im Gutsbezirk (60 Evangelische, 25 Katholiken; eine Person mit polnischer Muttersprache) |
| 1925 | 361       | darunter 300 Evangelische und 61 Katholiken |
| 1933 | 348       | [ 6 ] |
| 1939 | 360       | [ 6 ] |

## Kirche
Die Evangelischen des Dorfs gehörten früher zur Parochie Lebehnke.